# 卡尔姆特豪特荒原跨境公园
卡爾姆特豪特荒原跨境公園（荷蘭語：Grenspark Kalmthoutse Heide）是西歐的國家公園，橫跨荷蘭北布拉班特省和比利時安特衛普省，成立於2001年，面積38平方公里，有胎生蜥蜴、歐螈、田野林蛙等動物棲息。